# Peter Strohm
Peter Strohm ist eine deutsche Krimiserie mit Klaus Löwitsch als Detektiv Peter Strohm.

## Handlung
Zu Beginn der Serie ist Peter Strohm Leiter der Sonderkommission Organisiertes Verbrechen in Hamburg. Nachdem er seinen Job quittiert hat, ermittelt er als Privatagent weiter. Seine Ermittlungsmethoden sind dabei meist an der Grenze zum Illegalen. Dadurch handelt er sich immer wieder Ärger ein. Außerdem ist er ein Macho, der schnelle Autos und Frauen liebt. Die Serie spielt unter anderem in Hamburg, der Heimatstadt von Peter Strohm, aber auch in der Schweiz, den Niederlanden, in Österreich, Kroatien, Italien, der DDR oder der Karibik.

## Folgen
| Nummer (gesamt) | Nummer (Staffel) | Titel                                 | Erstausstrahlung | Drehbuch                           | Regie             |
| 01              | Pilot            | Tod eines Freundes                    | 4. Januar 1989   | Friedhelm Werremeier               | Ilse Hofmann      |
| 02              | 01               | Die sieben Monde des Jupiter          | 9. Januar 1989   | Bernd Schwamm, Jan Hinter          | Sigi Rothemund    |
| 03              | 02               | Noch drei Minuten bis Himmelfahrt     | 16. Januar 1989  | Kurt Bartsch                       | Sigi Rothemund    |
| 04              | 03               | Es muß doch mehr als alles geben      | 23. Januar 1989  | Felix Huby                         | Hartmut Griesmayr |
| 05              | 04               | Die Mondscheinmänner                  | 30. Januar 1989  | Claude Cueni                       | Urs Egger         |
| 06              | 05               | Damenopfer                            | 6. Februar 1989  | Hans Werner Kettenbach             | Ilse Hofmann      |
| 07              | 06               | Heißer Schmuck                        | 13. Februar 1989 | Peter Adam, Reinhard Wendler       | Peter Adam        |
| 08              | 07               | Der Mohr hat seine Schuldigkeit getan | 20. Februar 1989 | Alfred Paul Schmidt                | Werner Woess      |
| 09              | 08               | Rendezvous in Berlin                  | 6. März 1989     | Bernd Schwamm, Jan Hinter          | Ilse Hofmann      |
| 10              | 09               | Der zweite Mann                       | 13. März 1989    | Friedhelm Werremeier               | Sigi Rothemund    |
| 11              | 10               | Das blaue Wunder                      | 20. März 1989    | Kurt Bartsch                       | Ilse Hofmann      |
| 12              | 11               | Grüne Brigade                         | 27. März 1989    | Norbert Ehry, Friedhelm Werremeier | Lutz Büscher      |
| 13              | 12               | Reihe 7, Grab 4                       | 3. April 1989    | Kurt Bartsch                       | Ilse Hofmann      |
| 14              | 13               | Fracht für Mailand                    | 10. April 1989   | Rainer Berg                        | Sigi Rothemund    |

| Nummer (gesamt) | Nummer (Staffel) | Titel                                | Erstausstrahlung | Drehbuch                              | Regie                |
| 15              | 01               | Amateure sterben schnell             | 18. März 1991    | Felix Huby                            | Kurt W. Oehlschläger |
| 16              | 02               | Die Erben                            | 25. März 1991    | Nikolaus Lennert                      | Martin Gies          |
| 17              | 03               | Fünfzig Millionen in kleinen Steinen | 1. April 1991    | Michael Molsner                       | Lutz Büscher         |
| 18              | 04               | Der Schulfreund                      | 8. April 1991    | Nikolaus Lennert                      | Pete Ariel           |
| 19              | 05               | Einsteins Tod                        | 15. April 1991   | Felix Huby                            | Sylvia Hoffman       |
| 20              | 06               | Grenzfall                            | 22. April 1991   | Axel Götz, Thomas Wesskamp            | Martin Gies          |
| 21              | 07               | Die Melancholie einer Blondine       | 29. April 1991   | A. P. Schmidt                         | Werner Woess         |
| 22              | 08               | Historische Unkosten                 | 5. Mai 1991      | Axel Götz, Thomas Wesskamp            | Martin Gies          |
| 23              | 09               | Mann und Frau                        | 13. Mai 1991     | Erwein Ziebell                        | Pete Ariel           |
| 24              | 10               | Thunderbird                          | 27. Mai 1991     | Pete Ariel                            | Pete Ariel           |
| 25              | 11               | Roulette                             | 3. Juni 1991     | Claude Cueni                          | Pete Ariel           |
| 26              | 12               | Freunde zahlen nie (Teil 1)          | 10. Juni 1991    | Peter Reichard                        | Lutz Büscher         |
| 27              | 13               | Freunde zahlen nie (Teil 2)          | 17. Juni 1991    | Friedhelm Werremeier, Wilfried Dotzel | Lutz Büscher         |

| Nummer (gesamt) | Nummer (Staffel) | Titel                         | Erstausstrahlung  | Drehbuch            | Regie          |  |
| 28              | 01               | Mit tödlicher Unsicherheit    | 4. November 1991  | Sylvia Hoffman      | Sylvia Hoffman |  |
| 29              | 02               | Treibjagd                     | 11. November 1991 | Alfred Paul Schmidt | Werner Woess   |  |
| 30              | 03               | Der schwarze Schwan           | 18. November 1991 | Jindrich Mann       | Jindrich Mann  |  |
| 31              | 04               | ... und die italienische Oper | 25. November 1991 | Rainer Bär          | Rainer Bär     |  |
| 32              | 05               | Das Gesicht unter Wasser      | 3. Dezember 1991  | Werner Waldhoff     | Sigi Rothemund |  |
| 33              | 06               | Anruf in der Nacht            | 10. Dezember 1991 | Sigi Rothemund      | Sigi Rothemund |  |
| 34              | 07               | Strohms Partner               | 17. Dezember 1991 | Claude Cueni        | Sigi Rothemund |  |
| 35              | 08               | Schnitzeljagd in Amsterdam    | 7. Januar 1992    | Pete Ariel          | Pete Ariel     |  |
| 36              | 09               | Lieferanten des Todes         | 14. Januar 1992   | Thomas Behr         | Pete Ariel     |  |
| 37              | 10               | Tote zahlen nicht             | 21. Januar 1992   | Harald Vock         | Pete Ariel     |  |
| 38              | 11               | Ehrensache                    | 28. Januar 1992   | Carola Dietrich     | Pete Ariel     |  |

| Nummer (gesamt) | Nummer (Staffel) | Titel                      | Erstausstrahlung | Drehbuch                                | Regie                |
| 39              | 01               | Skarabäus                  | 7. Februar 1995  | Christian Jeltsch                       | Diethard Klante      |
| 40              | 02               | Mädchen aus St. Petersburg | 14. Februar 1995 | Peter Kahane                            | Peter Kahane         |
| 41              | 03               | Wien ist anders            | 21. Februar 1995 | Oscar E. Lohsa Jr., Alfred Paul Schmidt | Franz Novotny        |
| 42              | 04               | Fair Play                  | 28. Februar 1995 | Annemarie Cueni, Claude Cueni           | Sylvia Hoffman       |
| 43              | 05               | Wanderer im Watt           | 7. März 1995     | Rainer Berg                             | Kai Wessel           |
| 44              | 06               | Die Gräfin                 | 14. März 1995    | Dieter Hirschberg                       | Jürgen Roland        |
| 45              | 07               | Unter Brüdern              | 21. März 1995    | Claudia Messemer                        | Sylvia Hoffman       |
| 46              | 08               | Notwehr                    | 28. März 1995    | Peter Scheibler                         | Franz Novotny        |
| 47              | 09               | Kids                       | 4. April 1995    | Klaus Poche                             | Marianne Lüdcke      |
| 48              | 10               | Freunde                    | 11. April 1995   | Christian Jeltsch                       | Kurt W. Oehlschläger |
| 49              | 11               | Babuschka                  | 18. April 1995   | Marcel Schwarz                          | Franz Novotny        |
| 50              | 12               | Natascha                   | 25. April 1995   | Peter Kahane                            | Wolfgang Luderer     |
| 51              | 13               | Der Tod der kleinen Lady   | 9. Mai 1995      | Rainer Hunold                           | Kai Wessel           |

| Nummer (gesamt) | Nummer (Staffel) | Titel                   | Erstausstrahlung | Drehbuch                          | Regie                    |
| 52              | 01               | Häftling 3304           | 2. Januar 1996   | Frank Hemjeoltmanns, Volkmar Nebe | Jürgen Roland            |
| 53              | 02               | Blutsverwandte          | 9. Januar 1996   | Dirk Salomon, Thomas Wesskamp     | Hans Noever              |
| 54              | 03               | Einsteins Erbschaft     | 16. Januar 1996  | Peter Zingler                     | Vadim Glowna             |
| 55              | 04               | Der Eierdieb            | 23. Januar 1996  | Peter Zingler                     | Hans Noever              |
| 56              | 05               | Kafkas Mädchen          | 30. Januar 1996  | Paul Werner                       | Kurt W. Oehlschläger     |
| 57              | 06               | Familienbande           | 6. Februar 1996  | Jindrich Mann                     | Jindrich Mann            |
| 58              | 07               | Solo für Primadonna     | 13. Februar 1996 | Jessica Schellack                 | Jürgen Roland            |
| 59              | 08               | Einwandfreie Expertisen | 20. Februar 1996 | Rainer Bär                        | Rainer Bär               |
| 60              | 09               | Gefährliche Hundertstel | 27. Februar 1996 | Thomas Stiller                    | Carl-Friedrich Koschnick |
| 61              | 10               | Der Eisenmann           | 5. März 1996     | Peter Zingler                     | Kurt W. Oehlschläger     |
| 62              | 11               | Kröte                   | 12. März 1996    | Peter Kahane                      | Peter Kahane             |
| 63              | 12               | Privatsache             | 2. April 1996    | Peter Kahane                      | Jürgen Roland            |

## Produktion
Die Serie wurde von diversen Fernsehanstalten wie ARD, BR, NDR, SFB, ORF und SRG produziert, die jeweils die alleinige Verantwortung für die jeweiligen Folgen hatten. Dies war unter anderem ein Grund für die unterschiedlichen Drehorte wie Zürich, Italien, Wien oder die Karibik.
Die Drehbücher stammten unter anderem von Friedhelm Werremeier, Alfred Paul Schmidt, Claude Cueni, Peter Kahane, Kurt Bartsch, Felix Huby und Peter Zingler. Regie führten Sigi Rothemund, Pete Ariel, Sylvia Hoffman, Ilse Hofmann, Lutz Büscher, Kurt W. Oehlschläger, Jürgen Roland und weitere.

## Kommentare
Klaus Löwitsch über seine Rolle: „Ich kann mich mit Peter Strohm identifizieren … Seine Beurteilung von Recht und Unrecht ist subjektiv. Seine Devise ist fair play, und alles, was dagegen verstößt, ist sein Feind.“
Ute Thon in der taz vom 3. Juni 1991: „Im Nadelstreifenanzug pirscht sich der 169 Zentimeter kurze Privatdetektiv an Gangster und Frauen heran wie eine Bulldogge mit rosa Schleifchen.“

## Veröffentlichung
Die ersten drei Staffeln sind bei ARD Video als DVD-Boxsets erschienen. Seit 2009 gab es keine Veröffentlichungen mehr.